# حاملات اللؤلؤ
حاملات اللؤلؤ (الاسم العلمي: Margaritiferidae)، فصيلة من محاريات المياه العذبة متوسطة القد من رتبة محاريات نهرية، والمنتمية إلى الرخويات ذوات الصدفتين. وتعرف باسم محاريات اللؤلؤ المياه العذبة، لأن الجزء الداخلي من قشرة هذه الأنواع يحتوي على طبقة سميكة من عرق اللؤلؤ أو أم اللؤلؤ، وبالتالي فإن هذه المحار قادر على إنتاج اللؤلؤ.